# Шиншилла, Присцила
Присцила Шиншилла Шиншилла (исп. Priscila Chinchilla Chinchilla; род. 11 июля 2001, Перес-Селедон) — коста-риканская футболистка, нападающая российского клуба «Зенит» (Санкт-Петербург) и сборной Коста-Рики.

## Спортивная карьера
Родилась в кантоне Перес-Селедон. Начала играть в футбол в семилетнем возрасте в школьной секции. В 13 лет переехала в столицу Коста-Рики Сан-Хосе, где выступала за клубы коста-риканской Первой лиги «Аренал Коронадо», «Моравия» и «Алахуэла», в составе «Моравии» стала чемпионкой Первой лиги 2017. В 2019 году перешла в клуб высшего дивизиона «Алахуэленсе», в составе которого стала чемпионкой Коста-Рики и забила 86 мячей. В 2020 году переехала в Шотландию, где стала игроком «Глазго Сити», чемпионка Шотландии сезона 2022/23. В 2023 году перешла в мексиканский клуб «Пачука».
14 марта 2024 года вместе с другой коста-риканской футболисткой Каталиной Эстрадой перешла в санкт-петербургский «Зенит». Первый матч за «Зенит» сыграла 31 марта 2024 года против «Рубина» и в нём же забила первый гол за клуб. В решающем матче за звание чемпиона России 2024 года против ЦСКА 16 ноября 2024 года забила единственный гол, обеспечив «Зениту» 3-й титул чемпиона России подряд.
В составе сборной Коста-Рики до 20 лет она участвовала в чемпионате КОНКАКАФ 2018. В ноябре 2017 года в возрасте 16 лет сыграла свой первый матч за основную сборную Коста-Рики против Мексики. Принимала участие в Золотом кубке 2018 года и Панамериканских играх. После отборочных матчей к Олимпийскому турниру 2020 года и других товарищеских матчей снова участвовала в чемпионате КОНКАКАФ 2022 года. Здесь она вместе со своей командой заняла четвёртое место, пройдя квалификацию в финал чемпионата мира 2023, где участвовала во всех трёх матчах группового этапа.